# Lê Đại Hành
Lê Đại Hành, né sous le nom Lê Hoàn en 941 et mort en 1005 est l'empereur d'Annam (ancêtre du Viêt Nam) de 980 à 1005 ; il est le fondateur de la dynastie Lê antérieure.

## Biographie
Général de l'armée de l'empereur Đinh Bộ Lĩnh, Lê Hoàn devient à sa mort, en 979, le régent de son fils et successeur, Đinh Toàn (qui deviendra Đinh Phế Đế), alors âgé de six ans.
Il dépose le jeune empereur l'année suivante en 980, épouse sa mère, l'impératrice Dương Vân Nga, et se proclame empereur du Đại Cồ Việt.
Durant son règne, il défend le pays de l'invasion de la dynastie Song chinoise et chasse le Royaume de Champā de la province d'Amarâvatî, détruisant sa capitale Indrapura en 982.
Ses deux fils Lê Trung Tông et Lê Long Đinh lui succèdent à sa mort à la tête du pays ; le premier pendant huit jours et le second jusqu'en 1009, marquant la fin de la dynastie Lê antérieure et le début de la dynastie Lý.